# Яснур
Ясну́р (рос. Яснур, марій. Шерешнур) — присілок у складі Новотор'яльського району Марій Ел, Росія. Входить до складу Пектубаєвського сільського поселення.

## Населення
Населення — 58 осіб (2010; 64 у 2002).
Національний склад (станом на 2002 рік):
- марійці — 98 %